# Amazonmyggsnappare
Amazonmyggsnappare (Polioptila paraensis) är en fågel i familjen myggsnappare inom ordningen tättingar.

## Utbredning och systematik
Amazonmyggsnappare delas in i tre underarter med följande utbredning:
- Polioptila paraensis facilis – förekommer från östra Colombia (Vaupés och Guainía) och södra Venezuela (Amazonas) till nordligaste Brasilien (norra Amazonas och västcentrala Roraima)
- Polioptila paraensis attenboroughi – förekommer i västra Amazonområdet i Brasilien söder om Amazonfloden och väster om Rio Madeira
- Polioptila paraensis paraensis – förekommer i östra amazonska Brasilien söder om Amazonfloden och öster om Madeirafloden.

Tidigare kategoriserades den som del av P. guianensis. Underarterna facilis och attenboroughi har också kategoriserats som egna arter. 

## Status
IUCN erkänner den inte som art, varvid den inte placeras i någon hotkategori.